# Oro-uins
Os Oro Win vivem em Uru-eu-wau-wau, Rondônia, nas cabeceiras do rio Pacaás Novos.
A ocupação de sua terra por outros grupos começou no início do século XX com os Uru-eu-wau-wau que atravessaram a Serra dos Pacaás Novos, vindos do alto Jamarí. Seringueiros estabeleceram um seringal no território, primeiro no alto rio Cautário na década de 1940, depois, em 1963, quando surgiu o seringal São Luís. Os Oro Win foram forçados a trabalhar lá por quase vinte anos, antes de ir morar com os Wari'. Em 1991, expulsaram o Seringal São Luís e retornaram para sua terra original.
Nesse antigo seringal, vive a maior parte da população, em 2010 eram mais de setenta pessoas. Essa retomada demográfica foi acompanhada de outras iniciativas de fortalecimento político e cultural, como a criação de uma associação própria e a inclusão de aulas da língua própria da etnia Oro Win nas escolas.

## Etimologia
A origem do nome não é certa, porém os próprios indígenas acham que talvez tenha surgido durante a captura dos Oro Win pelos seringueiros. Outra versão parecida conta que uma mulher ao ser capturada pelos seringueiros criou esse nome na esperança de que os invasores não a considerassem do povo Oro Towati’, um grupo que já havia realizado várias incursões aos seringais das cabeceiras dos rios Pacaás Novos e Cautário. Tem uma possível etimologia como “Os Outros”, pois os capturados não queriam indicar que faziam parte do grupo que reagiu aos ataques dos seringueiros.

### Nomes dos subgrupos
O povo Oro Win subdivide-se em seis subgrupos: Oro Towati’, Oro Kitam, Oro Wan Am, Oro Japraji, Oro Karapakan e Oro Naro. Os últimos três subgrupos mencionados também são denominados coletivamente como os Oro Masam, “o povo da cachoeira”, pois esses grupos moravam próximos ao pé da serra dos Pacaás Novos, onde há três cachoeiras. Todos os nomes dos subgrupos referem-se a espécies de árvore. Towati’, por exemplo, significa “aricurí”, japraji, “gameleira” e karapakan, “apuizeiro”.

### Antigas nomenclaturas
Como a maioria das pessoas que sobreviveram aos ataques e à subsequente escravidão são do clã Oro Towati’, algumas pessoas adotaram este nome para referir ao grupo como um todo. O uso deste nome entre os jovens é pouco frequente, mas algumas das pessoas mais velhas preferem usar Oro Towati’ como autodenominação.

## Cultura

### Organização social
Casamentos: Eram comuns casamentos exogâmicos, entre subgrupos e usualmente arranjados em dias festivos, e endogâmicos, com preferência aos primos cruzados, costume que vem da mitologia tradicional.
Moradia: Eram feitas grandes malocas de duas águas, e o grupo familiar era formado por toda a rede de parentes, que vivia na mesma área de residência.

### Cosmologia e mitologia
Origem do povo: Uma narrativa essencial conta a respeito da origem do povo Oro Win e também dos Wari. É dito que no início existia uma grande árvore com um orifício central, e que um dia um homem introduziu seu órgão sexual nesse orifício, fazendo com que a árvore ficasse grávida, engordando. Um dia o homem, após escutar vozes saindo da árvore, decidiu rachá-la com um machado. Da árvore saíram descendentes antropófagos, chamados Wari', e os que se recusavam, que formaram os subgrupos Oro Win.
O herói menino: Dentre muitas histórias tradicionais, a do menino maravilha, Oko' Jimi, se destaca. De acordo com a narrativa, que é contada como um grandioso feito, o sapo detinha o fogo, mostrando-o e o engolindo. Até que um dia o garoto Oko' Jimi aproveitou seu sono e lhe roubou, originando o fogo para os Oro Win. Ao garoto também é atribuído o arco e flecha, a formação da serras, e a coleta do primeiro ouriço de castanha.
Outras origens: O costume dos casamentos endogâmicos entre primos cruzados vem da história que conta sobre dois primos cruzados, que, diante de um dilúvio, foram visitados por um inhambu. Este solicitou que se casassem, por serem os únicos sobreviventes de seu povo. O casal aceitou e após isso o dilúvio retrocedeu, permitindo a continuidade do povo Oro Win. Várias outras histórias tradicionais existem, como a das origens da anta, do macaco, da arara e de outros animais, além da origem de alimentos essenciais para o povo.

### Rituais
Segundo entrevistas coletadas do povo os Oro Win não praticavam antropofagia, em caso de morte era costume cremar os restos mortais. As cinzas eram guardadas em cerâmicas com tampas tecidas em palha de tucumã, e depois enterradas ou depositadas no fundo do rio. Também existiam rituais relacionados ao desenvolvimento da fecundidade, segundo o relato da mulher mais velha do povo, ao tentar engravidar pela primeira vez, um ritual foi elaborado pelo pajé para ajudá-la a dar a luz, que envolvia chamados, danças, cantos, ingestão de remédios naturais. Segundo a mulher o pajé se relacionava com o espírito de animais de poder, como a onça, o gavião e o macaco prego.

### Alimentação
A fonte de alimentação era basicamente pesca e caça, carne de porcos do mato, macacos, antas ou aves. Algumas vezes eram criados filhotes de aves achados na mata, ou até mesmo galos eram roubados de seringueiros. Suas práticas de cultivo mudaram desde os tempos de antes do contato, mas o Oro Win ainda mantém o roçado. Eram plantados principalmente milho, e raízes como macaxeira, taioba, cará e batata doce. Era-se utilizado uma pedra redonda para fazer alimentos como pamonha e chicha. Hoje em dia o cultivo predominante é o da mandioca, para produção de farinha. Hortas caseiras incluíam temperos e pés de frutas.

### Língua como patrimônio cultural
Um parecer técnico, por Thaís Werneck e Marcus Garcia, do ano de 2022, propõe a Inclusão da Língua Oro Win no Inventário Nacional da Diversidade Linguística - INDL.

### Estilo
Os homens e mulheres Oro Win tinham a característica de não cortar a franja do cabelo. Por tradição, havia o costume de não usar roupas, preferindo andar pintados. Em épocas mais frias, utilizavam couro de animais para se aquecer.

## História
O histórico dos Oro Win em território brasileiro segue desde o começo do século XX.

### Primeiros contatos
O primeiro contato com outros povos indígenas vem do começo do século XX, com confrontos ocupacionais contra os povos Kawahiva. Já o primeiro contato com não-indígenas ocorre mais para o meio do século XX, onde os seringueiros tomam seus territórios primeiro em 1940, uma segunda vez em 1963 onde surgiria o Seringal São Luís, esse qual seria local de um dos maiores massaces contra esse povo, feito por Manoel Lucindo.

### Genocídio de Manoel Lucindo da Silva em 1963
Em 1963, ocorre um genocídio feito pelo seringalista Manoel Lucindo Silva, do qual os sobreviventes acabariam em um regime de escravidão no seringal São Luís, que foi denunciado no mesmo ano em um depoimento a polícia. Em 1970, restavam-se apenas 17; em 1973, a FUNAI se esforçava para retirá-los do seringal, e em 1980 foi contado 8 adultos e 12 crianças. Em 1984, contou-se 13 restantes contando a descêndencia matrilinear, que teriam sobrevivido ao massacre, à gripe e ao sarampo.

### Desmatamento e invasão
Em 2020 e 2021, ocorre uma intensificação das invasões na Terra Indígena Uru-Eu-Wau-Wau, a qual o povo Oro Win vive.

## Linguagem
A língua faz parte do ramo Waric da família Txapakura, tendo mais afinidade com a língua Wari’ e outras línguas já extintas (Urupá, Jarú e Wanyam) do que com as demais línguas da família, como a Moré-Cojubim (Birchall et al. 2016). O tronco/família Txapakura não apresenta nenhum vínculo genealógico com outra língua ou família de línguas conhecida. Não há variedades linguísticas, além da padrão.

### Os Oro Towati’
Autodenominam-se Oro Win ou Oro Towati’, sendo o significando do termo Oro como "coletivo" ou "grupo". Oro Towati’ é o nome de uma dos seis clãs ou subgrupos Oro Win. Como a maioria dos membros hoje em dia descende de um antepassado chamado Ti’omi Oro Towati’, alguns indivíduos adotaram Towati’ como autodenominação do grupo

### Remanescentes da língua
Até 1962 a comunidade era quase monolíngue em Oro Win. Atualmente a situação mudou muito, apenas os que nasceram antes do contato com os seringueiros são falantes nativos da língua, com idade acima de 55 anos. Alguns adultos que nasceram na época do seringal ou cresceram perto de falantes monolíngue têm mais conhecimento.

### Transmissão da língua
De acordo com o levantamento realizado por Joshua Thomas Rigo Birchall, que trabalha com o povo Oro Win desde 2009, a transmissão como primeira língua do Oro Win não é mais realizada, e o português é a língua mais frequentemente usada nas situações cotidianas da comunidade. Visto que uma pequena parcela da população tem fluência, e que a língua Oro Win só é transmitida com fins pedagógicos dentro de 3 escolas indígenas, é certo o risco de desaparecimento da língua Oro Win.

### Miscigenação linguística
O Português é a língua mais frequentemente usada nas situações cotidianas na comunidade, seguida do Oro Win e Wari'. A língua Oro Win é usada como língua de comunicação cotidiana somente quando dois ou mais falantes nativos se encontram. À época da pesquisa, existia somente um casal que interagia diariamente em Oro Win. Antes da morte do último falante monolíngue da comunidade em 2015, os adultos com proficiência parcial usavam a língua para se comunicar com ele. A língua Wari’ é usada como língua de comunicação cotidiana entre as mulheres Wari’ casadas com homens Oro Win e quando parentes dessas mulheres Wari’ visitam a comunidade. A língua portuguesa é usada como língua de comunicação cotidiana nas demais situações. Em relação às demais línguas faladas na comunidade, é dito que os Oro Win tendem a apresentar uma atitude positiva frente ao português, devido à interação frequente com a sociedade não indígena. Alguns falantes da língua de referência usam muitos “empréstimos” da língua Wari’ e, embora a atitude deles seja mais indiferente a esta língua, alguns acham importante que os Wari’ consigam mantêla. A língua Kawahiba dos Uru-eu-wau-wau também é falada no território e é considerada pelos Oro Win bem difícil de entender e de aprender.

### Mantimento da língua
Nesse sentido, face o preenchimento dos pré-requisitos para o pedido de inclusão de línguas e o reconhecimento como Referência Cultural Brasileira, além de considerável volume de informações complementares sobre a língua, foram atendidas as especificações técnicas para a instrução do processo de inclusão da língua Oro Win no Inventário Nacional da Diversidade Linguística e posterior deliberação pela Comissão Técnica do INDL. Considerando o estado de desaparecimento, bem como todo o processo relatado de violência, aculturação e ameaça ao qual esse povo foi e continua sendo submetido ao longo de sua história, a Língua Oro Win pode ser incluída no INDL. A inclusão da língua no INDL servirá não somente para destacar a relevância da língua para a memória, a história e a identidade do povo Oro Win e do povo brasileiro, mas também justificará a implementação de ações voltadas à salvaguarda da língua.

## Geografia
Os Oro Win vivem na Terra Indígena Uru-eu-wau-wau, em Rondônia. Segundo seus anciãos, eles sempre habitaram as cabeceiras do Rio Pacaás Novos e seus afluentes, especialmente o Igarapé Água Branca.
Trata-se de uma área extensa, com muitos recursos naturais e cujo acesso se dá somente por meios fluviais (ou aéreos em casos de emergência). As aldeias Oro Win ficam às margens do Rio Pacaás-Novos.

### Ocupação
A ocupação do território tradicional Oro Win por outros povos indígenas teve início na primeira década do século XX, com o deslocamento dos povos Kawahiva (Uru-eu-wau-wau, Uru Pa In, Amondawa, etc.) do lado oriental de Rondônia e sua travessia da Serra dos Parecis, vindos do alto rio Jamarí. Conta-se que os Oro Win tiveram vários confrontos com essa população indígena dentro do seu território.

## População
Em 2014, havia 07 falantes nativos da língua Oro-Win, 12 semi-falantes e 19 pessoas com competência passiva, num universo de uma comunidade linguística com população de 135 pessoas, contando 113 pessoas pertencentes ao povo e 22 pessoas não-Oro Win.

## Relações
Alguns Oro Win que vivem em cidades distantes não foram consultados para verificação da proficiência e uso da língua. Os Oro Win vivem em sua maioria em três aldeias: São Luiz, Pedreira e Cristo Reis. A aldeia São Luiz é a única comunidade com mais de um falante da língua Oro Win, e por isso, é usada diariamente em certos contextos. Nas demais comunidades, é somente usada quando recebe falantes de outras aldeias ou em contextos pedagógicos.

#### Trabalho forçado
O primeiro contato dos Oro Win com a sociedade não-indígena ocorreu quando seringueiros invadiram sua terra nos meados do século XX. Os seringueiros estabeleceram um seringal em seu território, primeiro no alto rio Cautário na década de 1940, depois, em 1963, surgiu o seringal São Luís. Na ocasião, os seringueiros atacaram as comunidades e capturaram os membros sobreviventes para trabalhar nos seringais. No final dos anos 1980, muitos Oro Win foram tirados do regime de trabalho forçado e deslocados para a TI Rio Negro-Ocaia, onde moraram alguns anos entre o povo Wari’. Foi somente em 1991, com a expulsão do proprietário do Seringal São Luís, que puderam retornar à sua área tradicional.